# Stipecoma peltigera
Stipecoma peltigera är en oleanderväxtart som först beskrevs av Stadelm., och fick sitt nu gällande namn av Müll.Arg.. Stipecoma peltigera ingår i släktet Stipecoma och familjen oleanderväxter. Inga underarter finns listade i Catalogue of Life.